# Barre-des-Cévennes
Barre-des-Cévennes település Franciaországban, Lozère megyében. Lakosainak száma 200 fő (2022. január 1.). Barre-des-Cévennes Cassagnas, Saint-Martin-de-Lansuscle, Molezon, Le Pompidou, Vebron és Cans-et-Cévennes községekkel határos.

## Népesség
A település népességének változása:
| Lakosok száma | 201  | 214  | 187  | 202  | 204  | 199  | 202  | 203  | 204  | 200  |
|               | 1968 | 1982 | 1990 | 2006 | 2013 | 2015 | 2017 | 2019 | 2020 | 2022 |